# Ilsa Konrads
Ilsa Konrads (n. 29 martie 1944, Riga, Reichskomisariatul Ostland) este o înotătoare ce a reprezentat Australia, medaliată olimpică. A participat la o ediție a Jocurilor Olimpice (1960) în care a câștigat două medalii de argint.